# Élections législatives thaïlandaises de février 1957
En 1957, des élections législatives se tiennent pour la première fois en Thaïlande, le 26 février, afin de renouveler 160 des 283 sièges de l'Assemblée nationale.
Lors de cette élection, le taux de participation est de 57,50%, soit 19 points de plus qu'en 1952 : il s'agit d'un record depuis l'élection de 1933, bien qu'ici, il est également synonyme de fraude,. Les élections furent fortement perturbées et ont mené à de vives contestations dans les rues, notamment par les partis d'opposition, au point où le gouvernement déclare l'état d'urgence le 2 mars.
Le Seri Manangkasila, mené par le Premier ministre sortant Plaek Phibunsongkhram, remporte 85 sièges sur les 160 à pourvoir, soit la majorité absolue. Khuang Aphaiwong, qui mène le Parti démocrate, arrive deuxième avec 31 sièges.

## Résultats
| Parti                    | Parti                          | Sièges    | Sièges    |
| ------------------------ | ------------------------------ | --------- | --------- |
|                          | Seri Manangkasila              | 85        | 85        |
|                          | Parti démocrate                | 31        | 31        |
|                          | Parti libéral-démocrate        | 11        | 11        |
|                          | Dharmathipat                   | 9         | 9         |
|                          | Parti économiste               | 9         | 9         |
|                          | Indépendants                   | 8         | 8         |
|                          | Parti nationaliste             | 3         | 3         |
|                          | Parti du mouvement d'Hyde Park | 2         | 2         |
|                          | Parti indépendant              | 2         | 2         |
| Total                    | Total                          | 160       | 160       |
|                          |                                |           |           |
| Suffrages exprimés       | Suffrages exprimés             | 5 668 566 | 5 668 566 |
| Inscrits / participation | Inscrits / participation       | 9 859 039 | 57,50     |